# Fridrichas Martynas Mačiulis
Fridrichas Martynas Mačiulis (niem. Friedrich Martin Mattschull; ur. 20 stycznia 1847 w Groß Rudlauken w powiecie labiawskim, zm. 1929) – litewski polityk związany z Prusami Wschodnimi, od 1901 poseł do Reichstagu.

## Życiorys
W młodości kształcił się w szkole rolniczej w rodzinnej wsi. Po odsłużeniu wojska w latach 1867–1871 pracował w Prusach Wschodnich jako inspektor oraz urzędnik państwowy. Był właścicielem dóbr w Mitzken w powiecie Kłajpeda (niedaleko miejscowości Dittauen, ob. Dituva na Litwie). 8 maja 1901 został wybrany posłem w okręgu Kłajpeda–Szyłokarczma na miejsce zmarłego Jonasa Smalakysa.